# 前田樹
前田 樹（まえだ いつき、1989年10月23日 - ）は、日本のラグビーレフリー（審判員）。

## プロフィール
- 福岡県北九州市出身[2]。
- 選手時代のポジションはセンター(CTB)、フルバック(FB)。

## 略歴
6歳からラグビーを始めた。
修猷館高校、青山学院大学を経て、レフリーになる。
2021年、東京五輪ラグビー競技のアシスタントレフリーを務めた。同年10月、日本協会A級公認レフリーに選ばれた。